# Alaksandr Bahdanowicz
Alaksandr Wiktarawicz Bahdanowicz (biał. Аляксандр Віктаравіч Багдановіч, ros. Александр Викторович Богданович, ur. 29 kwietnia 1982 w Jalizawie) – białoruski kajakarz, kanadyjkarz. Złoty medalista olimpijski z Pekinu. W latach 2016–2020 deputowany do Izby Reprezentantów Zgromadzenia Narodowego Republiki Białorusi VI kadencji.
Brał udział w trzech igrzyskach (IO 04, IO 08 i IO 12), na drugich został mistrzem olimpijskim w kanadyjkowych dwójkach na dystansie 1000 metrów, na trzecich zaś zdobył srebrny medal na tym samym dystansie. Partnerował mu młodszy brat Andrej. Pięć razy stawał na  podium mistrzostw świata, sięgając po złoto (C-4 200 m: 2009), srebro (C-4 1000 m: 2001) i trzy brązowe medale(C-4 200 m: 2005, C-4 1000 m: 2002, 2006).